# Aurelià (cònsol 400)
Aurelià (en grec: Αύρηλιανός, fl. 393–416) va ser un polític destacat de l'Imperi Romà d'Orient. Va ser praefectus urbi de Constantinoble del 393 al 394, prefecte del pretori d'Orient del 399 al 400 i cònsol l'any 400. L'any 400, els rebels gots, dirigits per Gaines van obligar l'emperador Arcadi a entregar-los Aurelià, i aquest va ser exiliat. Va tornar a Constantinoble després de la derrota dels gots més tard aquell mateix any. Va servir com a prefecte del pretori a l'est per segona vegada del 414 al 416.

## Biografia
Aurelià era fill del cònsol del 361, Taure, i germà de Cesari i Euticià; va tenir un fill anomenat Taure, cònsol el 428. Aurelià esdevindria un conegut i important defensor cristià cap al final de la seva vida, i va erigir una església dedicada al protomàrtir Esteve.
Aurelià va ser praefectus urbi de Constantinoble entre el 393 i el 394. Quan el magister militum gòtic Gaines va ascendir al poder a la cort de l'emperador Arcadi, va fer destituir tots els partidaris del seu enemic Eutropi; va escollir Aurelià com a prefecte del pretori d'Orient (agost del 399), substituint Euticià, l'elecció d'Eutropi. Aurelià, per tant, es va convertir en el funcionari civil més poderós i va participar en el judici contra Eutropi, que va començar a Calcedònia el setembre d'aquell any i va culminar amb l'execució d'aquest últim. Va ser nomenat cònsol per l'any 400, però el seu col·lega a Occident, el magister militum Estilicó, no el va reconèixer en un acte de confrontació oberta amb la cort oriental i particularment amb Gaines. Encara era prefecte a principis del 400, quan va rebre l'ordre de confiscar les propietats d'Eutropi i destruir les seves estàtues.
A mitjans d'abril del 400, Gaines, que s'havia rebel·lat amb els seus gots, va anar a Constantinoble, on va obligar Arcadi a lliurar Aurelià i Saturní; Aurelià va ser exiliat (i possiblement deposat), però les seves propietats no van ser confiscades. Després de la derrota dels gots a Constantinoble (12 de juliol del 400), Aurelià va fer un retorn triomfal a la capital. Se sap per les lleis que se li van enviar i que es conserven al Codi Teodosià que va ser prefecte del pretori d'Orient per segona vegada entre el 414 i el 416.
Va ser una figura important al Senat fins al final i el Senat li va dedicar una estàtua d'or.

## Aurelià en la literatura
El personatge d'Osiris a l'obra Aegyptus sive de providentia de Sinesi de Cirene s'ha identificat amb Aurelià; en aquesta obra Osiris s'oposa a Tifó, representant Cesario Euticià, mentre que Horus hauria de representar Taure.